# Archaeologiai Értesítő

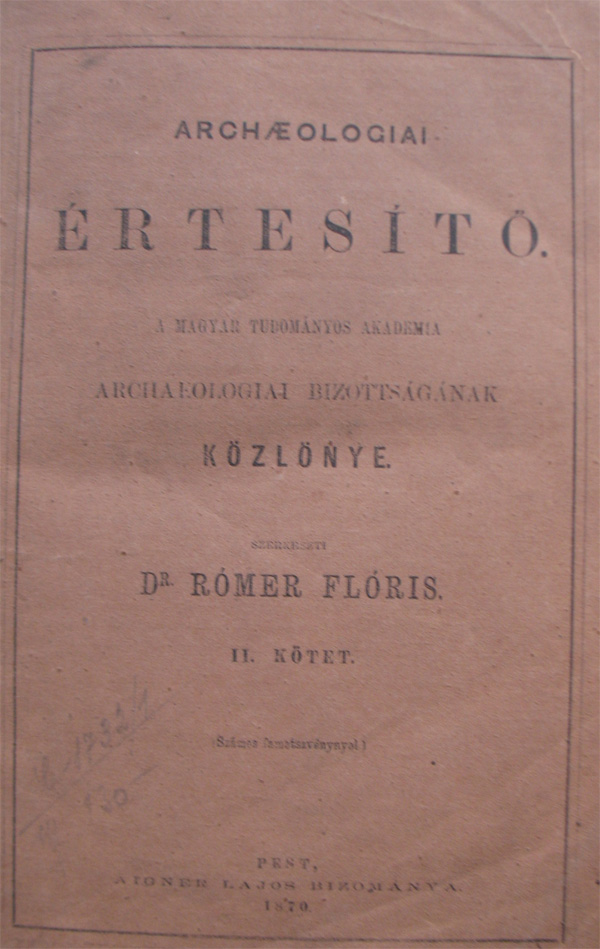
A 2. kötet borítója 1870-ből

Az Archaeologiai Értesítő a Magyar Régészeti és Művészettörténeti Társulat tudományos folyóirata. Budapesten az Akadémiai Kiadó gondozásában jelenik meg félévente. 1868 óta a magyar régészet első számú és legrégebbi máig létező folyóirata.
Eredetileg az MTA Archeologiai Bizottságának és az Országos Régészeti és Embertani Társulatnak volt a közlönye, mely évente négyszer jelent meg. Megalapítója Rómer Flóris volt, akinek indítványára 1868-ban az Archaeologiai Közlemények mellett bár kisebb terjedelmű, de sűrűbben megjelenő folyóiratot indított az Archeologiai Bizottság. 1881-ben már Régészeti és Embertani Társulat néven futó társaság közlönye, ekkor indult új folyama, mely nemcsak terjedelemben, de méretben is nagyobb volt az előző 14 számnál. A második világháború előtt indult III. folyama.

## Főszerkesztői
- 1868–1872 Rómer Flóris
- 1873–1880 Henszlmann Imre (Geduly Ferenc, Ortvay Tivadar és Nyáry Albert)
- 1881–1884 Pulszky Károly
- 1885–1913 Hampel József
- 1914 Nagy Géza
- 1915– Varjú Elemér
- 1926–1940 Hekler Antal (1940 Láng Nándor)
- 1940–1947 Alföldi András (1948 Láng Nándor)
- 1948–1950 Szilágyi János
- –1960 Párducz Mihály
- 1961– Fülep Ferenc
- Fodor István
- Kovács Tibor